# Valerie Perrine
Valerie Perrine, née le 3 septembre 1943 est une actrice et ancienne mannequin américaine.

## Biographie
Elle est née à Galveston au Texas fille de Kenneth Perrine, lieutenant colonel dans l'armée américaine, et Winifred McGinley, une danseuse qui fit une apparition dans George White Scandals. À cause de la carrière de son père, Valerie a vécu dans plusieurs villes au gré de ses mutations.

## Carrière
Perrine a commencé sa carrière comme danseuse à Las Vegas. Elle joua le rôle de Montana Wildhack dans Abattoir 5 en 1972, et Carlotta Monti dans W.C. Fields et moi en 1976. Son rôle le plus célèbre fut sans doute Mademoiselle Eve Teschmacher dans Superman en 1978 et Superman 2 en 1980. Elle a aussi joué Samantha dans Rien n'arrête la musique le film avec les Village People (1980).
En 1974 au côté de Dustin Hoffman dans Lenny, elle incarne l'épouse de Lenny Bruce. Ce rôle lui vaut une nomination à l'Oscar de la meilleure actrice et le Prix d'interprétation féminine au Festival de Cannes 1975. Malgré ce succès, à la suite de ce film, elle incarne essentiellement de petits rôles, à la limite de la figuration.

## Filmographie partielle
- 1972 : Abattoir 5 de George Roy Hill
- 1973 : Steambath (TV)
- 1973 : The Last American Hero de Lamont Johnson
- 1974 : Lenny de Bob Fosse
- 1976 : W.C. Fields et moi d'Arthur Hiller
- 1977 : On m'appelle Dollars de Jonathan Kaplan
- 1978 : Superman de Richard Donner : Eve Teschmacher
- 1979 : Le Cavalier électrique de Sydney Pollack
- 1980 : Superman 2 de Richard Lester : Eve Teschmacher
- 1980 : Rien n'arrête la musique (Can't stop the music) de Nancy Walker
- 1981 : L'Équipée du Cannonball de Hal Needham : la policière au décolleté qui arrête la Lamborghini (non créditée)
- 1980 : Les Espions dans la ville de George Kaczender
- 1982 : Police frontière de Tony Richardson
- 1985 : Ouragan sur l'eau plate de Dick Clement
- 1990 : Bright Angel de Michael Fields
- 1991 : Riflessi in un cielo scuro de Salvatore Maira
- 2000 : Ce que veulent les femmes de Nancy Meyers